# Formica triangularis
Formica triangularis är en myrart som beskrevs av Thomas Say 1836. Formica triangularis ingår i släktet Formica och familjen myror. Inga underarter finns listade i Catalogue of Life.